# Don Payne
Don Payne é baixista norte-americano de jazz e bossa nova. Tocou no primeiro disco de Ornette Coleman e em algumas gravações com Stan Getz. Em 1961, Getz era seu vizinho: numa viagem com Tony Bennett pelo Brasil, Payne lhe levou algumas gravações de bossa nova que estreitaram as relações do jazz com o gênero brasileiro e culminaram em sua popularização.